# Nevo Q05
Nevo Q05 – hybrydowy samochód osobowy typu SUV klasy kompaktowej produkowany pod chińską marką Nevo od 2023 roku.

## Historia i opis modelu

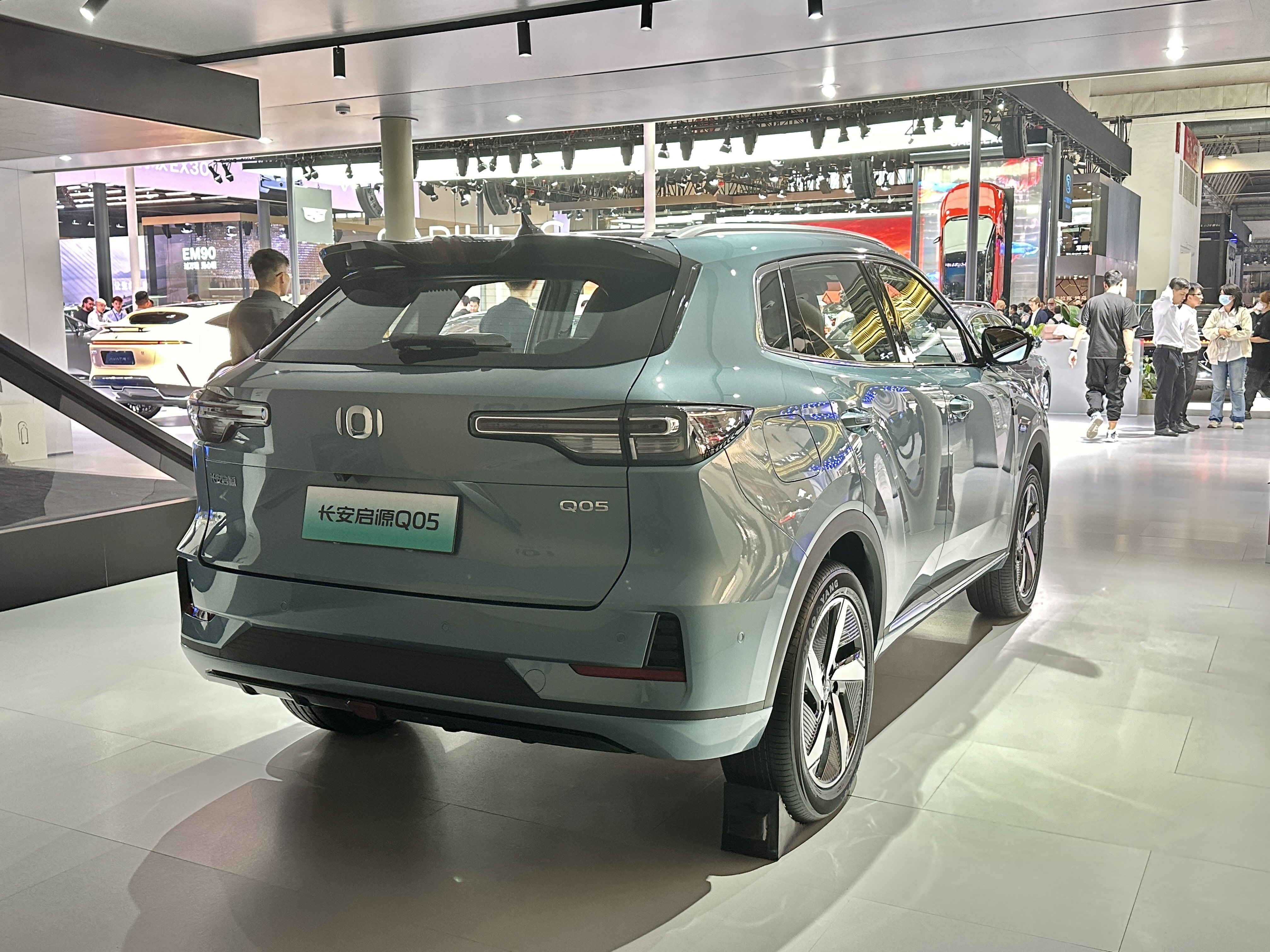
Nevo Q05 - tył

W październiku 2023 nowo powstała marka Nevo zyskała 3 nowe hybrydowe modele w gamie zapożyczone z portoflio macierzystego Changana, wśród których znalazł się także średniej wielkości SUV Q05. Samochód powstał jako adaptacja obecnego wówczas na rynku od ponad 2 lat Changana CS55 Plus drugiej generacji, odróżniając się od niego jedynie stylizacją przedniego zderzaka. Ten zyskał inny kształt wlotu powietrza oraz towarzyszących mu detali.
Pozostałe elementy stylistyki Nevo Q05 pozostały bez zmian, wyróżniając się masywną i przysadzistą sylwetką. W kabinie pasażerskiej znalazło się inne logo na spłaszczonym kole kierownicy, a także zastosowano inny wystrój dzięki ciemniejszej i poszarzałej fakturze materiałów wykończeniowych. Kokpit podobnie zdominował 10,25-calowy ekran systemu multimedialnego.

### Sprzedaż
Duży SUV Q05 trafił do sprzedaży z ograniczeniem do wewnętrznego rynku chińskiego bez planów eksportu poza ten kraj, uzupełniając ofertę nowej marki Nevo w listopadzie 2023 roku. Najtańszy wariant wyceniono w momencie debiutu na 17 800 juanów, z kolei topowy na 159 900 juanów.

### Dane techniczne
Q05 to samochód hybrydowy z układem typu plug-in. Wolnossący silnik benzynowy o pojemności 1,5 litra rozwija moc 108 KM, z kolei wspomagająca go jednostka elektryczna rozwija 212 KM mocy. Do wyboru trafiły dwie baterie: o pojemności 9,07 kWh lub 18,99 kWh. Pozwalają one przejechać w trybie czysto elektrycznym odpowiednio 60 lub 125 kilometrów, z kolei w trybie mieszanym jest to do 1150 lub 1215 kilometrów.